# Reacție Stille
Reacția Stille (denumită și cuplare Migita-Kosugi-Stille) este o reacție de cuplare utilizată frecvent în sinteza organică, ce presupune cuplarea catalizată de paladiu a unui compus organic cu staniu (organostanan) cu o varietate de agenți electrofili. Organostananii sunt stabili la acțiunea aerului și a umidității, însă prezintă o anumită toxicitate. X este de obicei un ion halogenură, precum clorură, bromură sau iodură, însă poate fi și reprezentat și de pseudohalogenuri precum triflat, sulfonat sau fosfat.
Au fost publicate câteva recenzii ale reacției Stille.

## Mecanism de reacție
Mecanismul reacției Stille este unul dintre cele mai studiate mecanisme dintre toate reacțiile de cuplare. Ciclul catalitic implică o adiție oxidativă a unei halogenuri sau a unei pseudohalogenuri (2) la catalizatorul de paladiu (1), trans-metalarea intermediarului 3 cu un agent organostanic (4) și eliminarea reductivă a intermediarului 5 cu obținerea produsului de cuplare (7), concomitent cu regenerarea catalizatorului de paladiu (1).